# Hawthorn (Pennsilvània)
Hawthorn és una borough al comtat de Clarion a l'estat de Pennsilvània amb 587 habitants al cens del 2000.

## Demografia
Segons el cens del 2000 Hawthorn tenia 587 habitants, 213 habitatges, i 166 famílies. La densitat de població era de 204,2 habitants per quilòmetre quadrat.
Dels 213 habitatges en un 37,1% hi vivien nens de menys de 18 anys, en un 62,4% hi vivien parelles casades, en un 11,7% dones solteres, i en un 21,6% no eren unitats familiars. En el 20,2% dels habitatges hi vivien persones soles el 13,6% de les quals corresponia a persones de 65 anys o més que vivien soles. El nombre mitjà de persones vivint en cada habitatge era de 2,76 i el nombre mitjà de persones que vivien en cada família era de 3,12.
Per edats la població es repartia de la següent manera: un 29,5% tenia menys de 18 anys, un 7,7% entre 18 i 24, un 25% entre 25 i 44, un 23,5% de 45 a 60 i un 14,3% 65 anys o més.
L'edat mediana era de 34 anys. Per cada 100 dones de 18 o més anys hi havia 96,2 homes.
La renda mediana per habitatge era de 26.771 $ i la renda mediana per família de 29.545 $. Els homes tenien una renda mediana de 26.528 $ mentre que les dones 20.250 $. La renda per capita de la població era de 13.146 $. Entorn del 14% de les famílies i el 16,5% de la població estaven per davall del llindar de pobresa.